# Nemastygnus ovalis
Genre
Espèce
Nemastygnus ovalis, unique représentant du genre Nemastygnus, est une espèce d'opilions laniatores de la famille des Agoristenidae.

## Distribution
Cette espèce est endémique du département de Cundinamarca en Colombie. Elle se rencontre vers Bogota.

## Description
Le mâle holotype mesure 3,5 mm.

## Publication originale
- Roewer, 1929 : « Weitere Weberknechte III. (3. Ergänzung der: "Weberknechte der Erde", 1923). » Abhandlungen der Naturwissenschaftlichen Verein zu Bremen, vol. 27, p. 179–284.